# Кремона
Вижте пояснителната страница за други значения на Кремона.
Кремо̀на (на италиански: Cremona, на местен диалект Cremùna, Кремуна) е град и община в Северна Италия и столица на едноименната провинция в регион Ломбардия. Към 1 януари 2024 г. има население от 71.094 души, от които 11 144 са чужди граждани.
Известен с традиционното си производство на цигулки и с многото архитектурни паметници от Средновековието, градът се намира в центъра на Паданската низина, недалеч от бреговете на река По.

## География
Кремона се намира в южната част на италианския регион Ломбардия, в контакт с река По. Отстои на около 30 км от Пиаченца, 65 км от Мантуа, 50 км от Лоди, 50 км от Бреша, 56 км от Парма, 75 км от Бергамо и 85 км от Милано. Площта на общинската територия е 70,1 km², а средната надморска височина е 45 m над морското равнище.
Граничи със следните 11 общини: Джере де' Каприоли, Бонемерсе, Кастелветро Пиачентино, Кастелверде, Маланино, Гадеско-Пиеве Делмона, Спинадеско, Персико Дозимо, Станьо Ломбардо, Монтичели д'Онджина, Сесто ед Унити. 

## Топонимия
Топонимът е с неясен произход, но изглежда е предримски, може би галски (от ценоманите), свързан с предлатинския вариант „carm“ на термина „carra“, т.е. камък, скала и от общата предлатинска наставка - ona. От книгата на Марио Монтеверди „Историята на Кремона„ от 1955 г., според Сикардо Кремонски някой си  Бримонио, троянец, избягал от разрушената си родина и основал Бримония, която с течение на времето станала Кремона. За други основател е предполагаемият спътник на Парис, Кремон.

## История

### Римски период
Легендата разказва, че градът е бил основан от Херкулес. Всъщност е роден през републиканския период. Съществуващото преди това село на територията на ценоманските гали е укрепено от римляните през 218 г. пр.н.е. от 6000 колонисти като напреднал каструм на брега на река По, когато римляните научават за напредването на Ханибал от Испания към Италия, и веднага се превръща в жизненоважен център на района на Паданската низина, с амфитеатър за развлекателни дейности, форум и минерални извори. От пристанището му на река По (лат. Padus) започва Виа Регина – римски път, който свързва Кремона с Клавена (Киавена), минаващ през Медиоланум (Милано), римски консулски път, който свързва речното пристанище на Кремона с езерото Гарда (лат. Gardae lacus, наричано още Benacus lacus), който минавал на запад, продължавайки до Арко (лат. Arci Castrum), в днешно Трентино (лат. Tridentinum ), и Виа Бриксиана – римски консулски път, който свързва речното пристанище на Кремона (лат. Cremona) с Бреша (лат. Brixia), през който минават няколко римски пътя и се разклоняват към цяла Цизалпийска Галия (лат. Gallia Cisalpina). В римско време Кремона е и терминалът на вторичния клон на Виа Медиоланум-Пианценция, който се разклонява от Лаус Помпеа (Лоди Векио), Той е пресечен от Виа Постумия, който свързва Аквилея с Генуа, пресичайки река По близо до древното селище. В късноримски период пътят постепенно губи значение, но градът поддържа речното пристанище, засвидетелствано до късния античен период. През 69 г. сл. н. е. е обсаден и разрушен от войските на Веспасиан и след това възстановен с помощта на самия император. За дълъг период от време градът изчезва от историческите хроники и е споменат само в няколко документа или пък поради произхода на някоя видна личност.

### Ранно средновековие
През 603 г. Кремона, византийски бастион, е превзет от лангобардите, които разчленяват територията, вероятно вече частично завладяна преди това. През тази епоха някои лангобардски фамилии владеят Кремона, включително Колеони, Кроти и Суарди. Градът, управляван от епископа, не става седалище на херцогство и дори след завладяването от Каролингите епископът-граф поддържа и разширява контрола си над града и контадо-то.
На 25 май 825 г. император Лотар I обнародва капитулария на Кортеолона, който създава имперските школи: така че в допълнение към Павия, столица на Кралство Италия, Кремона също има школа по право, реторика и свободни изкуства, наследявайки традициите на правната школа, основана от римския император Теодосий I. Студентите от Пиаченца, Парма, Реджо и Модена също зависят от седалището в Кремона.
Между 900 и 1000 г. година градът увеличава властта си благодарение на важни отстъпки към епископите-ректори на града. Сред другите се открояват Лиутпранд, който е призован в императорския двор в Саксония, докато остава епископ, и Олдерих, който успява да получи важни привилегии за града от император Ото III.
Епископите Ламберт и Убалд са тези, които създават разногласия с кремонското население относно управлението на имотите на манастира Сан Лоренцо. Необходимо е посредничеството на император Конрад II, който през 1037 г., след като се установява в града, дава убежище на папа Бенедикт IX, момчето папа.

### Средновековие
С император Хайнрих IV градът отказва да плаща потисническите данъци, които империята изисква и които епископът-граф налага на гражданите. Така се ражда разказът за легендарния сблъсък между принц Енрико и Джовани Балдезио ('Дзанен де ла Бала') главният гонфалониер на града. Традицията гласи, че Дзанен успява да свали принца от престола, спасявайки града от плащането на златната топка („bàla“) от около три килограма, която градът дължи на императора всяка година и която за тази година е дарена на Берта, годеницата на рицаря, като зестра за сватбата му. Към тази легенда се добавят исторически новини от няколко години по-късно. Градският герб отбелязва този епизод с ръката на Балдезио, държаща златната топка за почит, с мотото „силата ми е в ръката ми“ на къснолатински (fortitudo mea in brachio).
През 1093 г. е сформиран антиимперски военен съюз, воден от Матилда от Каноса, която има многобройни владения на брега на река По, в който участват Лоди, Милано, Кремона, Пиаченца . Конфликтът е разрешен с клетвата за подчинение на император Хаинрих IV пред папа Урбан II и с дарението през 1098 г. на остров Фулхерия (съответстващ днес на района на Крема) на град Кремона, който с този акт се конституира като свободна комуна, превръщайки се в един от най-богатите, мощни и гъсто населени градове в Северна Италия.

#### Първа и втора ломбардска лига
От 1093 г. комуната воюва със съседните общини, за да разшири и защити своята територия. Войните са многобройни и често победоносни като през 1107 г. за притежанието на Тортона или през 1111 г., която вместо това бележи поражение край Бресансоро. През този период градът има  силни вътрешни разделения между частта от града, свързана с гибелините, стария град, и тази, свързана с гвелфите, новия град. Конфликтът стига до създаването на две общински сгради с изграждането на Палацо Чианова, който все още съществува.
С идването на Фридрих I Барбароса градът се съюзява с императора, който подкрепя Кремона срещу бунта на Крема, подпомогнат от миланците в искането им за независимост. Победата и лоялността към империята позволяват на комуната да сече монети и следователно да създаде собствен монетен двор, разрешен с императорска була.
През 1160 г. Кремона отново завладява Крема и, подкрепяйки императора, атакува Милано, като го разрушава (1162 г.). На града е поверен районът Порта Романа в Милано.
Едва през 1167 г. градът застава на страната на другите италиански комуни срещу империята, ставайки част от Ломбардската лига, която побеждава имперските войски в Леняно на 29 май 1176 г. Съюзът не просъществува дълго и градовете отново се сблъскват през 1213 г. в Кастелеоне, където кремонците побеждават миланската лига, съставена от комуни Лоди, Пиаченца, Крема, Новара, Комо и подкрепата на брешанците. През 1232 г. започва връзката между Кремона и император Фридрих II, който е въвлечен в спор за власт в града. През 1225 г. Фридрих II Швабски свиква диетата на Кремона в града, което води до раждането на Втората ломбардска лига. Новият съюз с империята води до победа в битката при Кортенуова срещу Ломбардската лига. Фридрих II често води двора си в града и единственият неприятен епизод е поражението от хората от Парма във Витория –  град, създаден от Фридрих II, което включва пленяването на повече от 2000 кремонци.
Няколко години по-късно отмъщението срещу народа на Парма ш много жестоко: те са победени от Оберто II Палавичино, бойната им кола карочо им е отнета и панталоните на някои от тях висят дълго време в катедралата на Кремона за подигравка.

#### Кремона в Миланското херцогство
На 1 ноември 1266 г. Оберто II Палавичино е изгонен от града и с него пада правителството на гибелините. На негово място друг гибелин, Буозу да Довара, поема властта и я предава на Консорциума на мира и вярата, който я управлява до 31 декември 1270 г. На следващата година е  установена фигурата на капитана на народа, който поема, от страна на гвелфите, общинските правомощия. През 1276 г. Кремона преминава под властта на маркиз Кавалкабò, който ръководи съдбата й до 1305 г. Синът му Гулиелмо Кавалкабо наследява правомощията му до 1310 г.
През този период са извършени множество строителни дейности: камбанарията Торацо и нейната осмоъгълна гирлянда с шпил, романската църква на Свети Франциск, трансептите на катедралата и Ложията на  милитите. Многобройни селскостопански договорености датират от същия период, включително изграждането на напоителни канали в селскостопанския район; пример за всички е изграждането на Дугале Делмона, датиращ от началото на XIV век.
От 1311 г. нататък господството на Кавалкабо се редува с господари, външни за кремонските семейства от партията на гвелфите. Сред тях са гибелинът Хайнрих VII Люксембургски през 1311 г., Джиберто III да Кореджо през 1312 г. и Роберто ди Пулия през 1313 г. С края на господството на Джакомо Кавалкабо на 29 ноември 1322 г. друга ломбардска фамилия излиза на сцената: Висконти, с Галеацо I, която оказва влияние върху историята на града в продължение на 150 години.
Градът е управляван от Висконти, редуващи се с важни политически фигури от европейската панорама на времето, като Луи Баварски, император през 1327 г., и Ян Люксембургски, крал на Бохемия през 1331 г., до 1403 г. През тази година има повторно завоюване на господството от семейство Кавалкабо, което не продължава дълго. На 25 юли 1406 г. Кабрино Фондуло, капитан на войските на Уголино Кавалкабо, убива с измама мъжете от сем. Кавалкабо, поемайки господството на града. Неспособен да управлява властта, той се оттегля в Кастелеоне в замяна на 40 000 златни флорина, платени от семейство Висконти.
През 1420 г. господството преминава към Филипо Мария Висконти, който го прави наследствено. С този акт Кремона влиза в Миланското херцогство и следва неговата съдба до обединението на Италия през 1861 г.
Първо при Висконти, а след това при Сфорца Кремона има интензивно културно и религиозно развитие. През 1411 г. Палат „Читанова“ става седалище на сдружението на бархетните търговци. През юни 1431 г. близо до града флотът на Миланското херцогство се сблъсква с венецианския флот, който възнамерява да завладее Кремона. Битката е много кървава (венецианците имат повече от 2500 смъртни случая) и завършва с победа на корабите на Висконти. През 1441 г.  градът е избран да отпразнува сватбата между Франческо I Сфорца и Бианка Мария Висконти на 25 октомври в малкия храм, издигнат от бенедиктинците, заменен от църквата на Свети Сигизмунд, построена малко по-късно. Говори се, че халвата (на итал. torrone) е сервирана за първи път на този сватбен банкет е тя днес е един от най-известните продукти на Кремона; но това не е историческа истина, нито дори древна традиция, а рекламен трик на кремонската сладкарска индустрия от началото на XX век.
Лудовико Мавърът също финансира важни градски дейности за катедралата, като издигането на фронтона и изграждането на портика, наречен Бертацола, частичната мраморна облицовка на баптистерия, обновяването на фасадата на църквата на  Света Агата и на Кметството.
През 1446 г. Кремона е обкръжена от войските на Франческо Пичинино и Луиджи дал Верме. Венецианците изпращат на помощ Скарамуча да  Форли, който успява да преодолее обсадата, причинявайки провала на начинанието на двамата кондотиери и освобождавайки града.

### Чужди окупации
С войната между Лудовико Мавъра и Кралство Франция на Луи XII Кремона попада под властта на Венецианската република за кратък период от 1499 до 1509 г. Победата на лигата при Анядело връща Кремона обратно към Миланското херцогство, управлявано от французите на Луи XII, на 11 май 1509 г.

Променливите събития между Испания, Франция, Венецианската република и, в лицето на Масимилиано Сфорца, Миланското херцогство, завършват с Договора от Нойон през 1516 г., който подписва изгнанието на херцога на Милано. Завладяването на града от испанците става през 1524 г. с превземането на замъка Санта Кроче. Окончателното френско поражение и изгонването на войските от Миланското херцогство са потвърдени през януари 1526 г. от Мадридския договор. Срещу Хабсбургите Венецианската република, в Лигата на Коняк, след това премества своите войски, командвани от Михаел Гайсмар, за да завладеят отново Кремона на 26 септември 1526 г. Но поражението на Джовани дале Банде Нере при Говерноло отваря пътя, който кара ландскнехтите да разграбят Рим. Кремона, макар и заспала и примирена с набезите и промените на победоносните войски, не губи интерес към художественото разкрасяване на града. Пример за това е конструкцията на лоджията, построена в стил Браманте върху портика на фасадата на катедралата (Бертацола) от Лоренцо Троти.
През 1546 г. херцогството преминава към Филип II, крал на Испания и бъдещ наследник на императорската титла; започва дълъг период на господство за Кремона и Ломбардия като цяло, които са склонни да отнемат ресурси, без да реинвестират в инфраструктурата и производствените работи на територията. Те продължават да се поръчват художествени произведения за религиозни сгради и за дворците на новата испанска аристокрация и старата кремонска аристокрация. През 1550 г. Лоренцо Троти завършва лоджията от дясната страна на катедралата, през 1614 г.  църквата на Св. Сиро и Сеполкро е преустроена по проект на Антонио Джалдини.
В края на XVII век неспособността на Испания да управлява територията след глада (1628) и чумата (1630), съчетана с интереса на Дома на Австрия в Северна Италия, довежда първо до френското завоевание на 9 февруари 1701 г., след това на австрийската от 10 април 1707 г. Чуждото господство е ратифицирано през 1714 г. с Утрехтския мир.

### След обединението на Италия
Кремона следва историята на Ломбардия през XVIII-XIX век и тези на обединението на Италия .
Между двете световни войни кремонският фашизъм е неразривно свързан с името на Роберто Фариначи, безспорният лидер. И тъй като Фариначи представлява и националната опорна точка на революционното, непреклонно и ескадрилистко крило на фашизма, което в продължение на цели двадесет години е преплетена с политическата история на Бенито Мусолини и Националната фашистка партия, съставена от повтарящи се и често насилствени сблъсъци с други йерарси и с главата на правителството, историята на Кремона от 1922 до 1943 г. е засегната от това своеобразно излагане на националната динамика.
На институционалния референдум от 1946 г. Републиката получава повече от 70,2% от гласовете срещу едва 29,7% за монархията.

## Символи и празник
Официалният герб на Кремона е щит, разделен на две с вертикална линия: първата е в червено и сребристо; втората е на син фон с  ръка в червено и сребристо, която държи златна топка. Над щита има украсена със скъпоценни камъни корона с пет цветя.
На 13 ноември градът празнува своя покровител Свети Омобон, закрилник на шивачите.

## Паметници и забележителности
Историческият център на Кремона има своя творчески връх в средновековната Пиаца дел Комуне (общински площад), много единно и емоционално градско пространство, което може да се похвали и с някои от големите италиански средновековни паметници.

### Катедрала
Известна още като „Възнесение Богородично“, катедралата на Кремона е основното място за католическо поклонение в града. Тя е в романски стил, непрекъснато адаптирана с готически, ренесансови и барокови елементи. Вътре пази забележителни шедьоври на скулптурата и живописта, включително съкровището на Св. св. Марий и Марта и техните деца Аудифас и Абак, произхождащи от Персия и мъченици в Рим, известно като „Ковчега на персийските мъченици“.

### Торацо
Разположена до катедралата, това е камбанарията символ на града. Тя е една от най-високите средновековни тухлени камбанарии в Европа: висока 112,54 m, изградена е с двойна цев, тоест съставена е от две кули, вмъкнати една в друга; стълбище от 502 стъпала минава през кухината. В древни времена се е смятало, че височината й е 122,217 m, но според последващи измервания, потвърдени от Миланската политехника, височината е равна на 112,54 m. Археологическите разкопки, проведени в началото на 80-те години на 20 век, показват наличието на структури под кулата, които могат да бъдат свързани с гробище, разположено в близост до древната катедрала, или с по-ранни римски структури. Популярната традиция дава първото й изграждане през 754 г. От ноември 2018 г. в него се помещава Вертикалният музей, изцяло посветен на измерването на времето.

### Ложата на милитите
Това е една от най-древните сгради на града. На фасадата на сградата има оградена плоча, в центъра на която има знамето на общината, придружено от лъвовете, представляващи четирите порти на град Кремона: Ариберта, Пертусия, Сан Лоренцо и Натали. Плочата също така уточнява, че Ложата на милитите е построена през 1292 г. Тя е била мястото за срещи на "Обществото на милитите" – общество, съществувало много преди построяването на тази сграда и към което принадлежат най-богатите и видни жители на града и неговата територия. Освен за социални събирания, сградата е служила за съхранение на знамена, устави и други социални предмети. Според архитектурна схема, присъстваща и в други ломбардски граждански сгради от онова време, ложата се състои от две насложени една върху друга правоъгълни зали. Под портика е запазена емблемата на Кремона, скулптурна композиция, състояща се от двама херкулеса, държащи между тях герба на града (според легендата Херкулес е основателят на Кремона). Емблемата на Кремона обаче първоначално не е била открита тук; преместена е там от Порта Маргерита, разрушена през 1910 г., и е поставена там през 1964 г. (плоча). 

### Кметство
Построено през 1206 г. в типичната архитектурна форма на ломбардското бролето. Сградата, разширена за първи път през 1245 г., претърпява значителни промени от 1496 г. и през целия XVI век; по-специално, фасадата е преустроена със замяната на оригиналните прозорци с три светлини от XIII век с големи правоъгълни прозорци, както и с добавянето на нов мраморен амвон срещу централния стълб на лоджията. Фасадата е преустроена отново през 1838 г. от кремонския архитект Луиджи Вогера, който обогатява големите прозорци с пиластри и теракотени декорации. Също така съвременно е добавянето на бяла мраморна лента с корбели, вдъхновена от Неоренесанса.

### Баптистерий на Свети Йоан Кръстител
Разположен е до катедралата. Висок е 34 м и има диаметър 20,50 м; планът на сградата е осмоъгълен, с нумерологично отношение към осем, което в християнството се отнася до прераждането и Възкресението (следователно е есхатологично число). Започнат е през 1167 г. с тухлена зидария; през 1370 г. бронзовата статуя на архангел Гавриил е поставена там. Усилието да се създаде покритието на купола е забележително, което изпреварва  известния купол на флорентинската Санта Мария дел Фиоре с около два века. Въпреки това едва през епохата на Ренесанса, след някои реставрации и разширения, сградата придобива сегашния си вид (наред с други неща са преработени подовата настилка, мраморното покритие на някои стени и сводестият покрив). В този контекст модификациите, направени през XVI век, включват добавянето на външни ъглови шполи, мраморната облицовка на две външни страни на осмоъгълника, преработване на горната външна лоджия и повдигане на покрива.

### Църква „Свети Лука“
Първият камък на сградата е положен по волята на кардинала и епископа на Кремона Марко Одоне на 21 септември 1165 г. след чудо. Всъщност според традицията през тази година по пътя минава каруца, теглена от няколко волове, носеща торба с главата на Свети Лука. Внезапно каруцата мистериозно сприра и воловете не искат да продължат пътя си. Едва когато при проверка на торбата е открита свещената реликва, воловете се раздвижват отново. Тогава на това място е построена църквата, която е посветена на светеца. След това църквата е завършена през 1272 г., както се съобщава в една от колоните на централния неф. Има фронтонна фасада в романско-ломбардски стил, която все още е частично видима, докато интериорът с три нефа напомня примитивна готика. Все пак трябва да се отбележи, че интериорът е бил модифициран, когато църквата е била възстановена от нулата и по-голяма през 1410 г. След това този готически стил е модифициран с течение на времето според вкусовете на времето. 

### Религиозна архитектура
- Колегиална църква, посветена на св. Агата (най-важната църква в Кремона след катедралата)
- Базилика „Сан Микеле Ветере“
- Църква „Сан Лука“
- Църква „Сан Сиджизмондо“
- Църква „Сант'Абондио“
- Църква „Сант Агостино“, която пази скъпоценен панел от Перуджино
- Църква „Сан Пиетро ал По“
- Църква на „Свети Донино и Карло“ (бивша)
- Църква „Сант'Омобоно“
- Църква „Сан Грегорио“
- Църквата „Сант Имерио и Клементе“
- Църква „Сант'Иларио“
- Църква на светиите Марчелино и Пиетро (използвана за концертите на фестивала на Монтеверди)
- Църква „Санта Лучия“
- Църква „Сан Джероламо“
- Църква „Сан Франческо“ (бивша)
- Църква „Сан Доменико“
- Църква „Свети Маргарита и Пелагия (известна в града като Санта Рита)
- Църква „Сан Джакомо и Сан Винченцо“
- Църква „Санта Мария Мадалена“
- Църква „Сан Фачо“, известна като Фопоне (бивша)
- Църква „Сан Бенедето“ (бивша)
- Църква Corpus Domini (бивша)
- Църква „Сан Себастиано“

- Сан Микеле Ветере
- Сан Сиджизмондо
- Сант Абондио
- Сан Пиетро ал По
- Санти Марчелино е Пиетро
- Сан Джакомо е Сан Виченцо
- Санта Мария Мадалена
- фреска в Сан Бенедето
- Корпус Домини

### Градска архитектура
- Палат „Читанова“
- Палат „Афайтати-Маджо-Уголани-Дати“ - бивша болница „Фатебенефратели-Уголани-Дати“, по-известна като Палат „Афайтати“[25], дом на Градския музей „Ала Понцоне“, разположен на ул. „Уголани-Дати“
- Палацо „Раймонди“ на бул. ,Гарибалди“, престижно седалище на Факултета по музикология (бивше Висше училище по палеография и музикална филология) на университета на Павия
- Палат „Катанео Ала Понцоне“
- Палат „Барбо“
- Палат „Кавалкабò“
- Палат „Ферари“
- Палат „Фодри“, по-късно манастир на монахините от Валверде, на бул, „Матеоти“
- Палат на маркиз Маги, построен от Симоне Кантони
- Палат „Мина Болцези“
- Палат „Дзакария-Палавичино“, където е роден и починал св. Антон Мария Захарий
- Палат „Раймонди-Репелини“
- Палат „Счинкинели-Мартини“
- Палат „Силва-Персикели“
- Палат „Станга - Роси ди Сан Секондо“ на бул. „Гарибалди“
- Палат Станга-Треко“ на ул. Палестро“
- Палат „Станга-Офреди-Амброзини“, по-известен като Палат „Станга але Пунте“
- Епископски дворец (построен от епископ Омобоно Офреди-Амброзини през 18 век)
- Палат „Видони“
- Палат „Сорезина-Видони“ на бул. „Гарибалди“
- Палат „Джакария“, бивш „Лоди“
- Палат „Треки“
- Театър „Понкиели“
- Кинотеатър „Фило“
- Порта „Маас“
- Инсула на лютиерите

### Военна архитектура
- Руини от Замъка „Санта Кроче“

## Култура

### Университети
Градът, заедно с Пиаченца, е дом на един от филиалите на Католическия университет на Светото сърце. Кремонският университет има два факултета: Бизнес икономика и право; Селскостопански, хранителни и екологични науки. Кремона е един от териториалните центрове на Миланската политехника, активен с курсове по компютърно инженерство и управленско инженерство, и също така е дом на курсовете по здравни професии, създадени от университета в Бреша: Здравеопазване; Сестрински грижи и физиотерапия. Образователната оферта е завършена благодарение на Департамента по музикология и културно наследство и свързани факултети – на Университета в Павия и на Висшия институт за музикални науки „Клаудио Монтеверди“.

### Музеи
Културният център на града също е богат и се гордее със забележителни музейни институции като:
- Музей на обърнатия с главата надолу град, открит през 1999 г. благодарение на Марио Лоди
- Градски музей „Ала Понцоне“
- Музей на Страдивариус
- Музей на селската цивилизация
- Музей „Беренци“
- Художествена галерия на Градския музей
- Природо-научен музей
- Археологически музей
- Музей на цигулката
- Археологически музей „Сан Лоренцо“

### Медии
Основният тиражен вестник в Кремона е „Провинча“. Седмичникът „Мондо Падано“ е роден през 1981 г. Има и седмичното списание „Пиколо“ (родено през 2003 г.) и два онлайн вестника: Кремонаоджи и Welfare Cremona Network.
Телевизионните станции на Кремона са TeleColor, Studio1 и Cremona1 (родени през 2013 г.).
Радиостанциите на Кремона са: Радио антена 5; RadioVivaFm и RCN (Radio Cittanova от епархийския център).

### Кухня
Кремона дължи много съставки на своите типични ястия на присъствието на река По, важен речен път за търговия и търговия. Използването на бадеми, захаросани плодове, използвани в меда от кремонска детелина, вкусът на сладко и кисело, подсилен от типичната горчица, са част от наследството на търговския обмен, който през вековете характеризира Баса, оставяйки отпечатък върху културна кухня на района на Кремона.
Сред първите ястия най-характерни са марубините (вид паста) и трябва да се сервират в бульон, за предпочитане съставен от три комбинирани бульона (кокоши, телешки и саламен).
Типичният десерт на Кремона е халвата (на итал. torrone) – смес от белтъци, мед и захар, пълна с бадеми, орехи, фъстъци или лешници и често покрита с две вафли. Също типичен за района на Кремонезе е Sbrizulusa – суха торта, направена от царевично и пшенично брашно, смесено със свинска мас, лимонова кора и чаена лъжичка ликьор. Също толкова типична е "Пан Кремона" – мека торта от бадемово брашно, покрита с шоколад. Друг десерт е патона (на кремонски диалект patùna) – торта, приготвена с кестеново брашно.

### Музика
През 2012 г. ЮНЕСКО включва традиционното майсторство на цигулка в Кремона сред устното и нематериално наследство на човечеството. Кремона е известна в световната музикална история за всички времена с това, че е родното място на Клаудио Монтеверди, един от бащите на съвременната мелодрама и на когото е кръстена градската консерватория. В допълнение към Монтеверди, Кремона е свидетел на раждането на композитора Амилкаре Понкиели и може да се похвали с най-важното наследство в света за правене на цигулки (започвайки от Антонио Страдивариус, Джузепе Гуарнери дел Джезу, Никола Амати) с над двеста работилници на майстори майстори на цигулки, които правят това е центърът на водещия световен производител на лъкови и струнни инструменти.
През 2015 г. Фондация „Щауфер“ (Stauffer) – една от основните частни институции в Кремона, придобива собствеността върху Палат „Страдиоти“ – историческа сграда, която след важни възстановителни и реставрационни работи е върната на града като Палат „Щауфер“ . Той днес е дом на Stauffer Center for String – първият международен музикален център, изцяло посветен на струнни инструменти, открит през 2021 г. Този иновативен многофункционален кампус е домакин на историческата Академия „Щауфер“ и на Stauffer Labs, творчески и иновационни отдели.

## Празници и събития
Традиционно, "Fiera di San Pietro" вижда разполагането на игри и атракции в район близо до река По през целия месец юни. През ноември се провежда събитието Празник  на халвата ("Cremona la Dolce - Festa del Torrone"), с исторически шествия и събития, свързани с историческата възстановка на сватбата на Бианка Мария Висконти и Франческо I Сфорца, отпразнувана в Кремона на 25 октомври 1441 г.
В града се провеждат и международните животновъдни панаири на Кремона -  професионално търговско панаирно събитие, посветено на света на говедовъдството, свиневъдството и птицевъдството и на енергията от агро-зоотехнически източници.
Друго важно международно изложение, придружено от престижен фестивал, е Кремона Музика – международно събитие, което в края на септември се превръща в отправна точка за лютиери, музиканти и ентусиасти на струнни инструменти, пиано, класическа китара и духови инструменти.
Летният музикален фестивал Stauffer е роден през 2022 г. Той е международно събитие, замислено и популяризирано от фондация Stauffer, за да отпразнува различните музикални култури по света с международни артисти и млади студенти от Академия „Щауфер“ като главни герои, на изключително място: Градината на Палат „Щауфер“, домът на Stauffer Center for Strings – първият международен музикален център, изцяло посветен на струнните инструменти.

## Икономика
Икономиката на града е свързана с предимно селскостопанската провинциална производствена система. В допълнение към селскостопанските компании има важни италиански хранителни индустрии: сушени меса (Негрони), сладкиши (Сперлари, Вергани, Барила - Мулино Бианко), растителни масла (Олефичо Дзуки), сирена (Аурикио).
Има и металообработваща промишленост (стоманодобивни заводи Арведи, Off. Mecc. Feraboli, Пармиджани Макине и OCRIM), петрол (бивша рафинерия Tamoil, сега използвана като склад, централа и депо на Керопетрол), енергетика (LGH), телекомуникации (A2A Smart City).
Кремонското майсторство се характеризира с лютиерски работилници, специализирани в производството на лъкови инструменти, признати в цял свят за качеството на произведените инструменти и които са свързани с фигурите на Страдивариус, Гуарнери дел Джезу и Амати. Културата на традиционното кремонско производство на цигулки е вписана на 5 декември 2012 г. в представителния списък на нематериалното културно наследство на ЮНЕСКО.
Освен това древното производство на керамика и порцелан все още е широко разпространено и известно.
Кремона е известен град и като производител на сладкиши, с известната си халва (тороне), теракотени материали и други предмети.
Пристанището на канала е полезно за кацане на шлеповете, които пътуват по река По, които трябва да стигнат до Милано от Кремона, спират само след 20 км, близо до Пицигетоне.

## Инфраструктура и транспорт
- Пътища – Градът се пресича на север от бившия държавен път 10 Padana Inferiore с околовръстен път и там свършва бившият държавен път 415 Paullese. В Кремона има изход на магистрала A21 Торино-Пиаченца-Бреша. Градът е оборудван с автобусна мрежа както за градски транспорт, който свързва центъра на града със селата, така и за междуградски транспорт; автобусните услуги се управляват от компанията Арива Италия.
- Железопътни и трамвайни линии – Общината разполага с две жп гари: гара „Кремона“ и гара „Кава Тигоци“. Първата се намира на жп линията Павия-Кремона и е крайна спирка на линиите за Пиаченца (по която пътническият трафик вече не е активен от 2013 г.), за Фиденца, за Тревильо и за Бреша.
- Воден път – Благодарение на пристанището на река По градът е свързан с морето. Водната връзка с Милано, отворена за модерни речни товарни кораби, е една от най-старите и най-амбициозни цели на вътрешното корабоплаване. Консорциумът, отговорен за изграждането на канала Милано-Кремона-По, създаден през 1941 г., е разпуснат на 31 декември 2000 г.; изграден е само участък от канал, който достига до Пицигетоне, дълъг приблизително 13 km, с характеристики, подходящи за кораби клас CEMT V.
- Летища –  няма летища, с изключение на малкото летище Кремона-Миляро, използвано само от туристически самолети и за спешни случаи.

## Спорт
Най-популярните спортове са футбол, водна топка, плуване, волейбол, колоездене, баскетбол и баскетбол за инвалиди; благодарение на река По се практикуват и кану/каяк и гребане.
Футболният отбор на града се нарича УС Кремонезе. Състезавал се е в италианските Серия А и Серия Б. В него в сезон 2007/2009 г. играе Красимир Чомаков, а от 2023 г. Валентин Антов.
Кремона е обявен за Европейски град на спорта за 2013 г. от ACES (Асоциация на европейските столици на спорта). Освен Кремона титлата за 2013 г. получават Алба, Модена и Реджо Калабрия. Признанието е връчено на 30 ноември 2011 г. в Брюксел, в седалището на Европейския парламент.
Първият градски баскетболен отбор е Ваноли Баскет, известен преди като Група „Тиболди Баскет“, роден след сезон 2008-2009 от сливането между Юви Кремона Баскет – исторически клуб от Кремона, който играе в Серия A Аматьори, и Група „Тиболди“ от Сорезина, току-що повишени в националния шампионат на Серия А, след изпадане в Серия А2 през 2022 г., през следващия сезон те веднага си връщат най-високата категория. Отборът на Кремона може да се похвали с Купа на Италия, спечелена през 2019 г. Впоследствие Юви Кремона Баскет възобновява дейността си от регионалните категории и в момента също играе в Serie A2.
Градският отбор по водна топка е Бисолати Кремона, който играе в Серия C. Той участва в 5 шампионата на Серия A1 от 2004 до 2008 г., достигайки до полуфинал на Купата на LEN и спечелвайки Купата на Италия през 2005 г.
През 1980-те г. волейболният отбор Палаволо Кремона участва в шампионата на Серия A1 за мъже. Сред всички играчи изпъкват Джилберто Пасани, който по-късно печели шампионати с Парма и Тревизо и е европейски шампион с националния отбор на Веласко. В момента женският волейболен клуб, който представлява града на национално ниво, е Спортен съюз „Есперия“, който участва в женското първенство на Серия А2. На ниво мъже, през сезон 2023/2024, Кремонезе Волейбол печели шампионата в Серия C за мъже, като получи промоция в Националната серия B.
Кремона е финалната точка на етап от Обиколката на Италия четири пъти: 1935 1-ви етап Милано-Кремона, спечелен от Васко Бергамаски; 1963 14-ти етап Сен Венсан-Кремона, спечелен от Марино Виня; 1986 18-ти етап Пиаченца-Кремона, (индивидуално изпитание), спечелен от Франческо Мозер; 2006 5-ти етап Пиаченца-Кремона, (отборно изпитание по часовник), спечелен от Team CSC. Градът също така е домакин на последния етап от женската Обиколка на Италия за 2013 г. Кремона е домът на CCC 1891 – Колоездачен клуб „Кремонезе“, който организира състезанието Circuito del Porto-Trofeo Internazionale Arvedi.
Гребането и кану-каяк също са много популярни заедно с гребните клубове по река По (Балдезио, Бисолати и Флора), които раждат множество световни и олимпийски шампиони, като олимпийския медалист по гребане Никола Сартори, бронзов в Сидни през 2000 г. на специалността двойки, световния шампион Джакомо Джентили, който триумфира в специалността четворка скул в Пловдив през 2018 г., и олимпийската шампионка Валентина Родини, носителка на медал по гребане и на злато от Олимпиадата в Токио през 2020 г. в гребане по двойки с ниско тегло.

## Любопитно
Оригиналният онлайн аниме сериал по Нетфликс B The Beginning се развива в близкото бъдеще на Кремона.

## Побратимени градове
- Алакуас, Испания, от 2004
- Красноярск, Русия, от 2006
- Фюсен, Германия, от 2018

## Известни личности
Родени
- Томазо Алени (XVI - XVI век), художник
- Андреа Амати (1505/1510 – 1577), лютиер
- Софонизба Ангуисола (1535 – 1625), художничка
- Елена Ангуисола (1536 – сл. 1585), художничка
- Лучия Ангуисола (ок. 1536/1538 – ок. 1565/1568), художничка
- Еуропа Ангуисола (ок. 1548/1550 – 1578), художничка
- Анна Мария Ангуисола (ок. 1555 – ок. 1611), художничка
- Клаудио Монтеверди (1567 – 1643), композитор и цигулар
- Николо Амати (1596 – 1684), лютиер
- Гуидо Гранди (1671 – 1742), ентомолог
- Франческо Бианки (1753 – 1810), композитор
- Агостино Альо (1777 – 1857), художник
- Луиджи Вогера (1788 – 1840), архитект
- Алдо Проти (1920 – 1995), оперен певец-баритон
- Уго Тоняци (1922 – 1990), киноартист и кинорежисьор
- Ренато Анкороти (р. 1956), предприемач, политик
- Джанлука Виали (р.1964), футболист и футболен треньор
- Антонио Кабрини (р.1957), италиански футболист и треньор

Починали
- Антонио Страдивари (1644 – 1737), майстор на музикални инструменти